# Jun Woong-tae
Jun Woong-tae (kor. 전웅태; * 1. August 1995 in Seoul) ist ein südkoreanischer Pentathlet.

## Erfolge
Jun Woong-tae nahm 2016 in Rio de Janeiro erstmals an Olympischen Spielen teil. Er belegte am Ende den 19. Rang. Bei den Olympischen Spielen 2020 in Tokio erzielte er 1470 Punkte und sicherte sich so hinter dem siegreichen Briten Joseph Choong sowie Ahmed El-Gendy aus Ägypten die Bronzemedaille.
Auch bei Weltmeisterschaften war Jun bereits erfolgreich. 2015 gelang ihm in Berlin mit der Mannschaft sogleich der Titelgewinn und wiederholte diesen Erfolg nochmals 2019 in Budapest. 2016 in Moskau und 2017 in Kairo belegte er mit der Mannschaft jeweils den Bronzerang. Mit der Staffel wurde er dagegen 2016 und 2017 Weltmeister sowie 2019 Vizeweltmeister. Im Einzel gewann Jun 2019 außerdem Bronze. 2021 belegte er in Kairo mit der Staffel nochmals den zweiten Platz. 2022 wurde er in Alexandria sowohl im Mannschaftswettbewerb als auch mit der Staffel Weltmeister. Bei den Asienspielen 2018 in Jakarta gewann Jun im Einzel die Goldmedaille und wiederholte diesen Erfolg 2022 in Hangzhou nicht nur im Einzel, sondern gewann auch mit der Mannschaft Gold. Bei den Weltmeisterschaften 2023 in Bath sicherte er sich mit der Mannschaft den dritten Platz.